# Timuris mausoleum

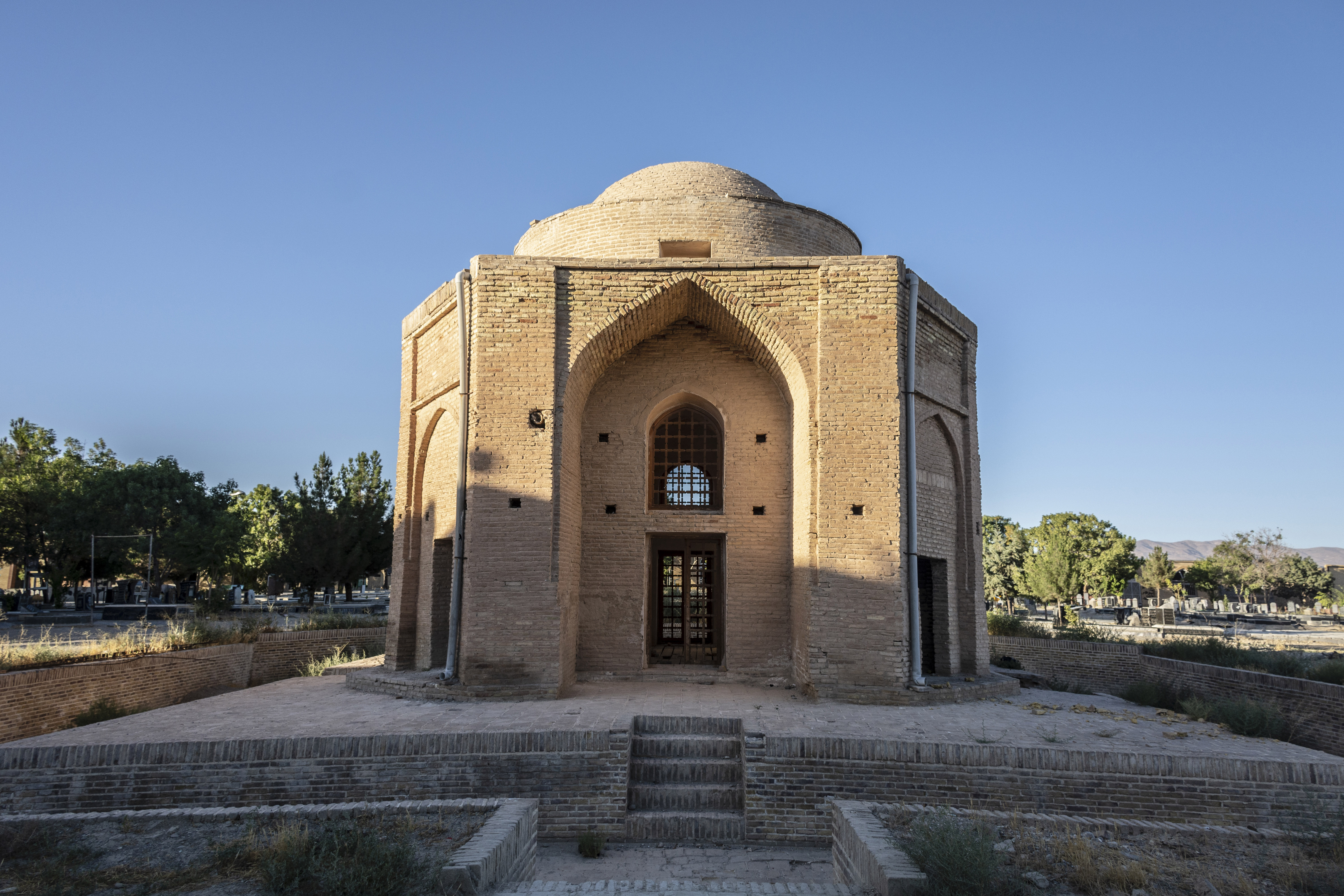
Timuris mausoleum.

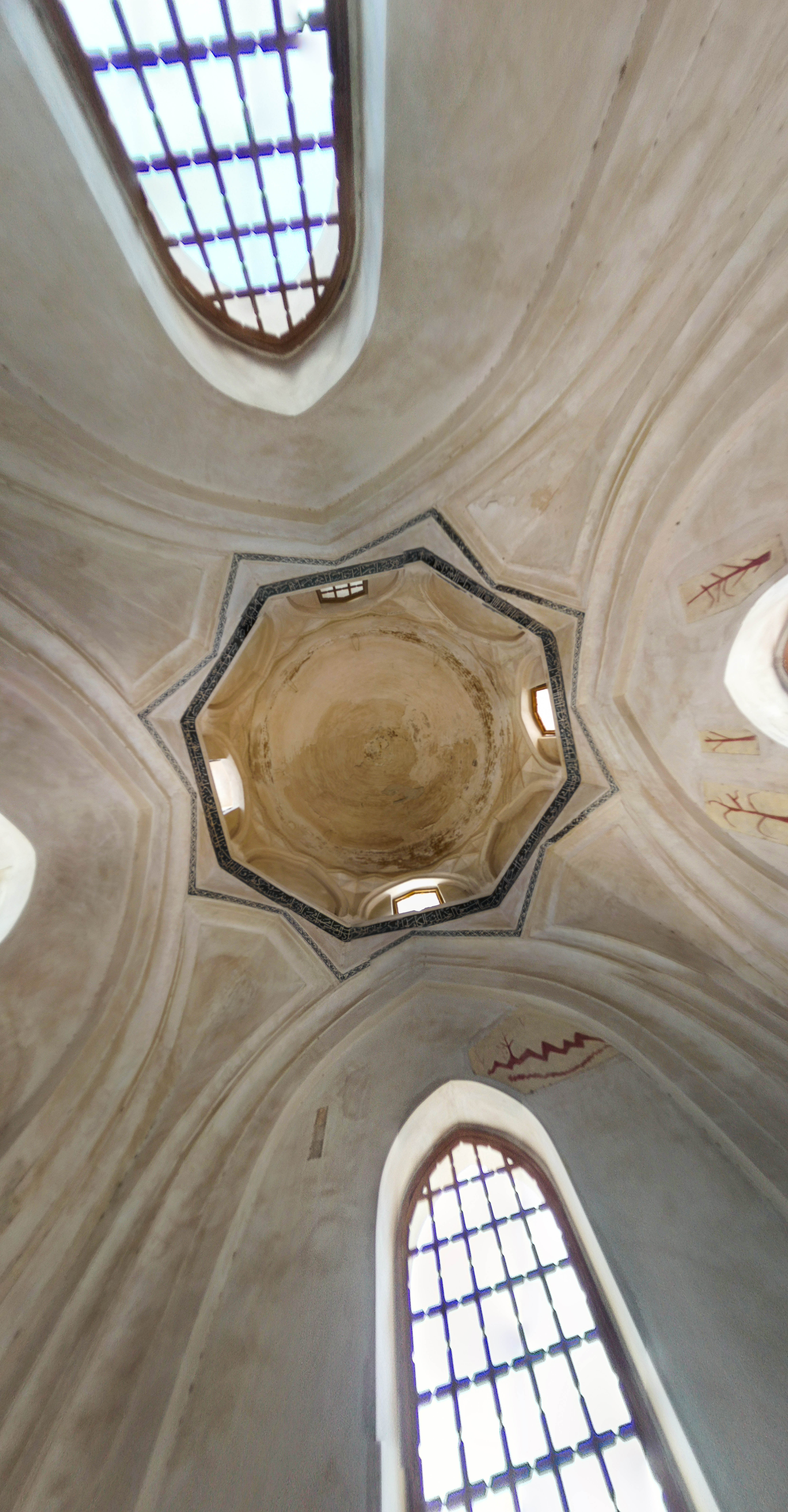
På insidan av Timuris mausoleum.

Timuris mausoleum (persiska: آرامگاه تیموری) är beläget bredvid Dah Ziyarat nära staden Shirvan i provinsen Nordkhorasan. Detta mausoleum dateras till timuridernas tid, cirka år 1383. Vissa källor menar ett det uppfördes av Eid Khaje, en av Timur Lenks generaler, och andra till Timurs son. De flesta källorna menar att det uppfördes av Sheikh Timur.